# Wereldkampioenschappen roeien 1997
De 27e editie van de wereldkampioenschappen roeien werd in 1997 gehouden op het Meer van Aiguebelette, nabij Chambéry, Frankrijk.

## Medaillewinnaars

### Mannen
| Bootklasse              | Goud | Goud | Zilver | Zilver | Brons | Brons |
| Skiff M1x               | James Koven |      | André Willms |        | Gregory Searle |       |
| Lichte skiff LM1x       | Karsten Nielsen |      | Michael Baenninger |        | Tomas Kacovsky |       |
| Dubbel twee M2x         | Duitsland Stephan Volkert Andreas Hajek |      | Noorwegen Steffen Stoerseth Kjetil Undseth                                                                                                |        | Australië Markus Free Duncan Free                                                                                                   |       |
| Twee zonder M2-         | Frankrijk Michel Andrieux Jean-Christophe Rolland                                                                                                   |      | Italië Lorenzo Carboncini Mattia Trombetta                                                                                                |        | Verenigde Staten Ted Murphy Adam Holland                                                                                            |       |
| Twee met M2+            | Verenigde Staten Nicholas Anderson Scott Fentress Jordan Irving                                                                                     |      | Australië David Cameron Nick McDonald-Crowley David Colvin                                                                                |        | Griekenland Georgios Fotou Konstantinos Kariotis Lampros Rizos                                                                      |       |
| Lichte dubbel twee LM2x | Polen Tomasz Kucharski Robert Sycz |      | Italië Michelangelo Crispi Leonardo Pettinari                                                                                             |        | Duitsland Bernhard Ruhling Ingo Euler                                                                                               |       |
| Lichte twee zonder LM2- | Zwitserland Matthias Binder Benedikt Schmidt |      | Ierland Neville Maxwell Anthony O'Connor                                                                                                  |        | Denemarken Jacob Ojvi Nielsen Jeppe Kollat-Jensen                                                                                   |       |
| Dubbel vier M4x         | Italië Agostino Abbagnale Giovanni Calabrese Alessandro Corona Rossano Galtarossa                                                                   |      | Duitsland Jens Burow Marco Geisler Marcel Hacker Stefan Röhnert                                                                           |        | Oekraïne Oleh Lykov Oleksandr Marchenko Leonid Shaposhnikov Oleksandr Zaskalko                                                      |       |
| Vier zonder M4-         | Verenigd Koninkrijk James Cracknell Tim Foster Matthew Pinsent Steve Redgrave                                                                       |      | Frankrijk Daniel Fauché Gilles Bosquet Bertrand Vecten Olivier Moncelet                                                                   |        | Roemenië Dorin Alupei Gabriel Marin Cornel Nemțoc Florian Tudor                                                                     |       |
| Vier met M4+            | Frankrijk Laurent Béghin Antoine Béghin Bernard Roche Vincent Maliszewski Christophe Lattaignant                                                    |      | Italië Giuliano De Stabile Rosario Gioia Francesco Mattei Mario Palmisano Gaetano Iannuzzi                                                |        | Verenigd Koninkrijk Ed Coode Mark Johnson Garry McAdams Steve Trapmore David Chung                                                  |       |
| Lichte dubbel vier LM4x | Italië Stefano Basalini Paolo Pittino Franco Sancassani Massimo Guglielmi                                                                           |      | Duitsland Markus Baumann Oliver Ibielski Alexander Lutz Frank Mager                                                                       |        | Ierland John Armstrong Neal Byrne Brendan Dolan Emmet O'Brien                                                                       |       |
| Lichte vier zonder LM4- | Denemarken Thomas Ebert Thomas Poulsen Eskild Ebbesen Victor Feddersen                                                                              |      | Frankrijk Laurent Porchier Frédéric Pinon Yves Hocdé Xavier Dorfman                                                                       |        | Duitsland Martin Weis Marcus Mielke Jan Herzog Roland Haendle                                                                       |       |
| Acht M8+                | Verenigde Staten Chris Ahrens Sebastian Bea Phil Henry Robert Kaehler Garrett Miller Timothy Richter Michael Wherley Robert Cummins Peter Cipollone |      | Roemenië Valentin Robu Florin Corbeanu Viorel Talapan Florian Tudor Gabriel Marin Andrei Bănică Cornel Nemțoc Dorin Alupei Marin Gheorghe |        | Australië Robert Walker Geoff Stewart Alastair Gordon David Porzig James Stewart Daniel Burke Drew Ginn Richard Wearne David Colvin |       |
| Lichte acht LM8+        | Australië Darren Balmforth Jon Berney Simon Burgess Alastair Isherwood Rob Mitchell Bob Richards Michael Wiseman Tim Wright Brett Hayman            |      | Verenigd Koninkrijk Phil Baker James Brown Jim Hartland Alex Henshilwood Jason Keys Dave Lemon Jim Mcniven Ben Webb John Deakin           |        | Canada Jon Beare Chris Davidson Jeff Lay Graham Mclaren Anthony Shearing Ben Storey Bryan Thompson Edward Winchester Chris Taylor   |       |

### Vrouwen
| Bootklasse              | Goud | Goud | Zilver | Zilver | Brons | Brons |
| Skiff W1x               | Jekaterina Chodotowitsch |      | Trine Hansen |        | Maria Brandin |       |
| Lichte skiff LW1x       | Sarah Garner |      | Bénédicte Luzuy |        | Kristina Knelp |       |
| Dubbel twee W2x         | Duitsland Kathrin Boron Meike Evers |      | Verenigd Koninkrijk Miriam Batten Gillian Lindsay |        | Roemenië Viorica Susanu Liliana Gafencu |       |
| Twee zonder W2-         | Canada Emma Robinson Alison Korn |      | Roemenië Veronica Cochela Georgeta Damian |        | Rusland Albina Ligatschewa Wera Potschitajewa |       |
| Lichte dubbel twee LW2x | Duitsland Michelle Darwill Angelika Brand                                                                                                   |      | Denemarken Lene Andersson Anna Helleberg |        | Roemenië Angela Tamas Camelia Macoviciuc |       |
| Lichte twee zonder LW2- | Australië Eliza Blair Justin Joyce |      | Verenigde Staten Linda Muri Michelle Borkhuis |        | Verenigd Koninkrijk Malindi Myers Caroline Hobson |       |
| Dubbel vier W4x         | Duitsland Kathrin Boron Kerstin Köppen Manuela Lutze Jana Thieme                                                                            |      | Denemarken Ulla Hansen Werner Sarah Lauritzen Dorthe Pedersen Stinne Petersen                                                                                     |        | Oekraïne Inna Frolova Svitlana Maziy Dina Miftakhutdinova Olena Morozova-Ronzhina                                                                    |       |
| Vier zonder W4-         | Verenigd Koninkrijk Alex Beever Lisa Eyre Elizabeth Henshilwood Sue Walker                                                                  |      | Roemenië Doina Ignat Ioana Olteanu Doina Spîrcu Anca Tănase |        | Duitsland Anna Coenen Pia Coenen Kristina Erbe Elke Hipler                                                                                           |       |
| Lichte dubbel vier LW4x | Duitsland Christiane Brand Nicole Faust Christine Morawitz Gunda Reimers                                                                    |      | Canada Nathalie Benzing Brie Ellard Renata Troc Samara Walbohm |        | Nederland Hedi Poot Brechtje van Eijck Sigrid Winkelhuis Floortje van Eijck                                                                          |       |
| Acht W8+                | Roemenië Georgeta Damian Viorica Susanu Ioana Olteanu Angela Cazac Liliana Gafencu Veronica Cochela Doina Ignat Anca Tănase Elena Georgescu |      | Canada Buffy-Lynne Williams-Alexander Laryssa Biesenthal Jessica Gonin Alison Korn Emma Robinson Dorota Urbaniak Kristen Wall Kubet Weston Lesley Thompson-Willie |        | Verenigd Koninkrijk Alex Beever Lisa Eyre Katherine Grainger Elizabeth Henshilwood Elise Laverick Sue Walker Rachel Woolf Francesca Zino Suzie Ellis |       |

## Medailleklassement
| Plaats | Land                | Goud | Zilver | Brons | Totaal |
| 1      | Duitsland           | 5    | 3      | 4     | 12     |
| 2      | Verenigde Staten    | 4    | 1      | 1     | 6      |
| 3      | Denemarken          | 2    | 3      | 1     | 6      |
| 4      | Frankrijk           | 2    | 3      | 0     | 5      |
| 4      | Italië              | 2    | 3      | 0     | 5      |
| 6      | Verenigd Koninkrijk | 2    | 2      | 4     | 8      |
| 7      | Australië           | 2    | 1      | 2     | 5      |
| 8      | Roemenië            | 1    | 3      | 3     | 7      |
| 9      | Canada              | 1    | 2      | 1     | 4      |
| 10     | Zwitserland         | 1    | 1      | 0     | 2      |
| 11     | Polen               | 1    | 0      | 0     | 1      |
| 11     | Wit-Rusland         | 1    | 0      | 0     | 1      |
| 13     | Ierland             | 0    | 1      | 1     | 2      |
| 14     | Noorwegen           | 0    | 1      | 0     | 1      |
| 15     | Oekraïne            | 0    | 0      | 2     | 2      |
| 16     | Griekenland         | 0    | 0      | 1     | 1      |
| 16     | Nederland           | 0    | 0      | 1     | 1      |
| 16     | Rusland             | 0    | 0      | 1     | 1      |
| 16     | Tsjechië            | 0    | 0      | 1     | 1      |
| 16     | Zweden              | 0    | 0      | 1     | 1      |
| Totaal | Totaal              | 24   | 24     | 24    | 72     |

Edities

1962 Luzern · 
1966 Bled · 
1970 St. Catharines · 
1974 Luzern · 
1975 Nottingham · 
1976 Villach · 
1977 Amsterdam · 
1978 Hamilton (alleen zwaar) · 
1978 Kopenhagen (alleen licht) · 
1979 Bled · 
1980 Hazewinkel · 
1981 München · 
1982 Luzern · 
1983 Duisburg · 
1984 Montréal · 
1985 Hazewinkel · 
1986 Nottingham · 
1987 Kopenhagen · 
1988 Milaan · 
1989 Bled · 
1990 Lake Barrington · 
1991 Wenen · 
1992 Montréal · 
1993 Račice · 
1994 Indianapolis · 
1995 Tampere · 
1996 Motherwell · 
1997 Aiguebelette · 
1998 Keulen · 
1999 St. Catharines · 
2000 Zagreb · 
2001 Luzern · 
2002 Sevilla · 
2003 Milaan · 
2004 Banyoles · 
2005 Gifu · 
2006 Eton · 
2007 München · 
2008 Ottensheim · 
2009 Poznań · 
2010 Hamilton · 
2011 Bled · 
2012 Plovdiv · 
2013 Chungju · 
2014 Amsterdam ·
2015 Aiguebelette ·
2016 Rotterdam ·
2017 Sarasota ·
2018 Plovdiv ·
2019 Ottensheim ·
2020 Bled ·
2021 Shanghai ·
2022 Račice ·
2023 Belgrado ·
2024 St. Catharines ·
2025 Shanghai · 
2026 Amsterdam

Onderdelen

Skiff · 
Lichte skiff · 
Dubbel twee · 
Lichte dubbel twee · 
Twee zonder · 
Lichte twee zonder · 
Twee met

Dubbel vier · 
Dubbel vier met · 
Lichte dubbel vier · 
Vier zonder · 
Lichte vier zonder · 
Vier met · 
Acht · 
Lichte acht